# Фужинска језера
Фужинска језера (на италијанском Laghi di Fusine, словеначком Белопешка језера), представљају два минијатурна алпска језера на самом северо-истоку Италије, на неколико километара од границе са Словенијом у општини Тарвизо, провинција Удине. Италија је 1971. године регион око језера прогласила националним парком.

## Географија
Ова два језера се налазе у подножју Јулијских Алпа, тачније у Мангартској долини. Налазе се на неколико километара од пута који повезује Словенију и Италију на самом северу ових земаља, и мале вароши Фужине односно Фужине у Валромани. Она се налазе једна изнад другог те се посебно зову Горње и Доње Фужинско језеро. Доње језеро се налази на 924 метара надморске висине, док је горње на 929.

## Туризам
Иако се налазе удаљена од већине великих туристичких центара ипак су веома занимљива пре свега током летње сезоне. Од Крањске Горе су удаљена само 15 минута аутомобилом, док су лети могуће и бициклистичке туре. Око језера постоји стаза за шетање, док око доњег језера има и два угоститељска објекта. На дну се налази и мини хидроелектрана. Одавде полази и већи број планинарских рута ка околним врховима.

## Референца
1. ↑  http://www.nina-potuje.com/belopeska-jezera/ Архивирано на веб-сајту  (3. септембар 2014) Приступљено 30.08.2014.